# United States Capitol Police
De United States Capitol Police (USCP) is een federale wetshandhavingsinstantie in de Verenigde Staten die belast is met de bescherming van het Amerikaans Congres in Washington D.C. De organisatie werd opgericht op 2 mei 1828, heeft meer dan 2200 agenten in dienst en een jaarlijks budget van circa 460 miljoen dollar.
Na de bestorming van het Amerikaanse Capitool in 2021 sprak oud-hoofd van de Capitol Police Kim Dine tegen The Washington Post zijn verbazing uit over het feit dat de politie de mensenmassa zo dicht bij het gebouw liet komen: "We trainen en bereiden ons elke dag voor om dit niet te laten gebeuren. Hoe dit mogelijk is, daar kom ik niet achter." Volgens anonieme bronnen speelde een tekort aan personeel vanwege corona een rol bij de onderbezetting.
Het hoofd van de Capitol Police ten tijde van de bestorming, Steven Sund, kondigde een dag later zijn vertrek aan en werd opgevolgd door Yogananda Pittman.